# Carnaval da Madeira
Carnaval da Madeira é um conjunto de festividades de Carnaval que ocorrem na sexta que antecede o Entrudo e vão até terça-feira de Carnaval, um pouco por toda as freguesias da região.
As Festas de Carnaval da Madeira procuram manter intactas as raízes marcadamente populares. Na Madeira é tradição haver dois grandes cortejos de Carnaval: o Cortejo Alegórico e o Trapalhão, ambos realizados no Funchal.
Segundo alguns autores e historiadores, as origens do Carnaval madeirense, em Portugal, que remontam ao período áureo da produção de açúcar, no século XVI, a sua ligação aos escravos enquanto porto de passagem de bens e pessoas, quando se iniciou a expansão do comércio internacional açucareiro no Atlântico a partir daquela ilha, com ele viajaram também as tradições e expressões lúdicas regionais, o que influenciou intrinsecamente as então festividades carnavalescas do Brasil, que se viriam a tornar numa das principais manifestações culturais. Tradicionalmente as pessoas da Madeira comem Malasadas na carnaval.

## Cortejo alegórico
O Cortejo Alegórico realiza-se sempre no sábado que antecede a terça-feira de Carnaval, nele participam vários grupos, com milhares de figurantes, que desfilam pelas principais ruas do Funchal.
Os grupos participantes no cortejo Alegórico são:Associação Animad, Veteranos da Folia, Escola de Samba - Os Cariocas, Associação de Animação Geringonça, Associação Fura Samba, Escola de Samba Caneca Furada, Turma do Funil e Fábrica de Sonhos

### Temas
- 2013 - “Madeira – Momentos Mágicos”[6]

- 2014 - “Madeira - Carnaval Brilhante”[7]
- 2015 - "Magia da Luz"
- 2016 - "Madeira – Carnaval de Sonho"
- 2017 - "O Grande Gatsby (livro)"[8]
- 2018 - "Madeira – 6 séculos de alegria"[9]
- 2019 - "Madeira – 600 Anos À Descoberta Da Folia”"[10]
- 2020 - "Carnaval em Fantasia"

## Trapalhão
Na terça-feira de Carnaval dá-se o Cortejo Trapalhão Madeirense, cortejo esse em que os populares se juntam em pequenos grupos e, por norma, contestam algumas decisões políticas, disfarçam-se de figuras públicas, relembram algumas tradições, etc.